# D-day (Knight Area)

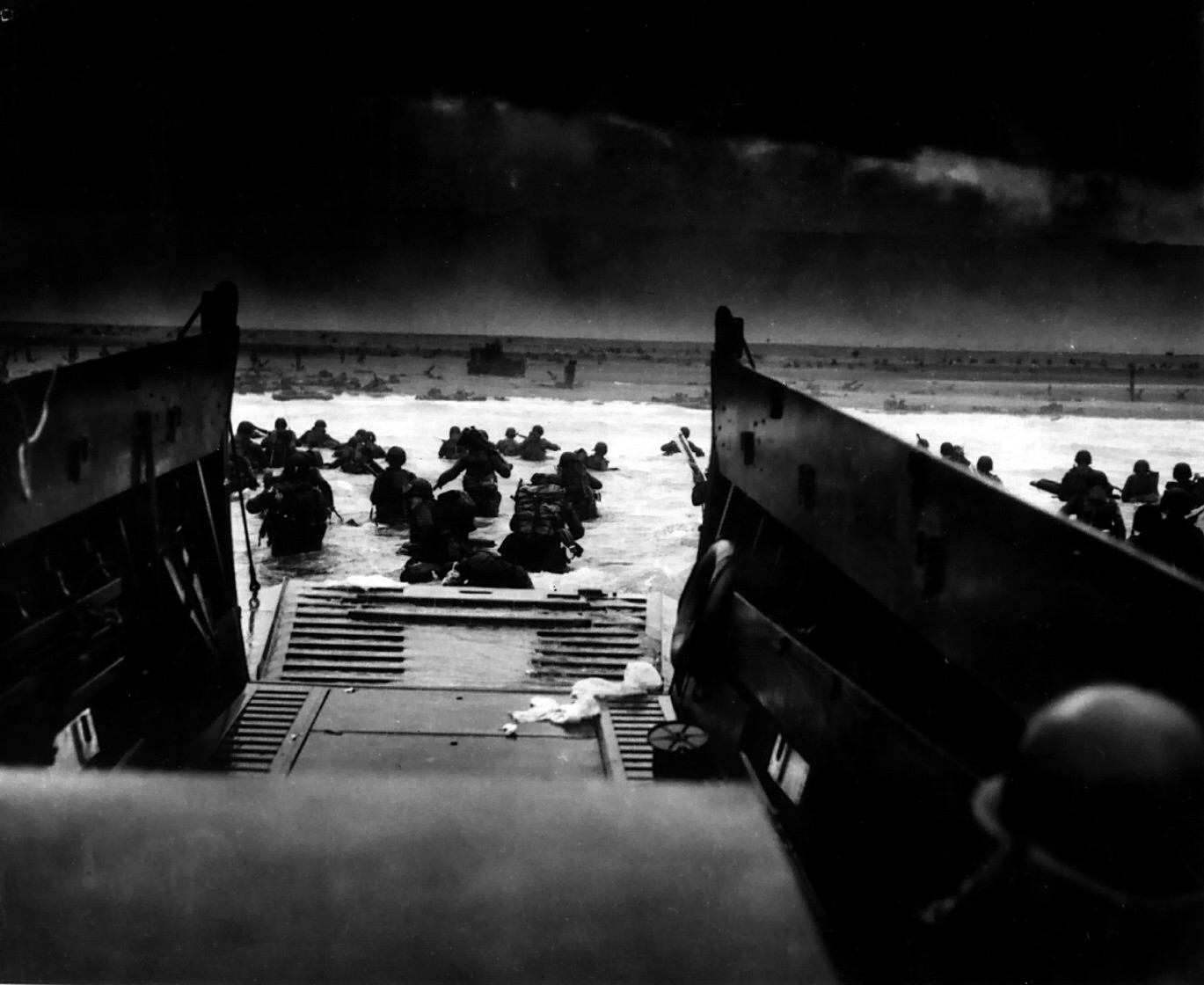
Foto 6 juni van Robert F. Sargent, deels terug te vinden in de hoes

D-day is een studioalbum van Knight Area.

## Inleiding
Tussen Heaven and beyond en D-day verdween zanger Mark Smit uit Knight Area; het blijkt ondoenlijk om hem steeds uit zijn woonplaats Marseille over te laten komen. Er start een zoektocht naar een nieuwe zanger. Ondertussen trakteren de bandleden Mark Bogert en Pieter van Hoorn bassist Peter Vink in voorjaar 2018 op een bezoek aan Normandië met de stranden waarop Operatie Overlord plaatsvond. Het leverde inspiratie op voor het album D-day, een conceptalbum over oorlogvoeren in het algemeen, alhoewel sommige nummers refereren aan deze slag. Overigens was Pieter van Hoorn zelf twaalf jaar militair. Er was zal veel muziek klaar toen in januari 2019 in Jan Willem Ketelaers de nieuwe zanger gevonden wordt; hij had net een tournee met Ayreon achter de rug. Er moest snel geschakeld worden want ze wilden dat het album een bijdrage zou worden aan 75 Bevrijding van Nederland (mei 2020). Er moest echter een crowdfundingactie opgetuigd worden om het album te kunnen financieren. Bogert en Klazinga begonnen met de muziek, Van Hoorn en Vink met het thema. In de oefenruimten en (thuis)studio’s (Pro Sound Media Studio) kwam door groepsdynamiek alles tezamen. Gedurende het traject is er overleg met de Stichting Ondersteuning Veteranen Activiteiten, die financieel ook bijdroeg ("financial support").

## Musici
- Jan Willem Ketelaers – zang
- Mark Bogert – gitaren en orkestarrangementen
- Gerben Klazinga – toetsinstrumenten
- Peter Vink – basgitaar
- Pieter van Hoorn – drumstel

Met
- Robby Valentine – piano op When I’ll be with you
- Luchtmacht Mannenkoor onder leiding van Rienus Oude Kempers

## Muziek
| Nr. | Titel                                     | Duur |
| --- | ----------------------------------------- | ---- |
| 1.  | New horizon (Bogert, Ketelaers)           | 6:27 |
| 2.  | Overlord (Bogert, Ketelaers)              | 5:11 |
| 3.  | Blood on the risers (Bogert, Ketelaers)   | 5:07 |
| 4.  | The landing (Klazinga, Ketelaers)         | 4:59 |
| 5.  | Omaha Beach (Klazinga, Ketelaers)         | 5:58 |
| 6.  | Remembrance (Bogert, Ketelaers)           | 4:06 |
| 7.  | When I’ll be with you (Bogert, Ketelaers) | 3:42 |
| 8.  | Wings of time (Klazinga, Ketelaers)       | 4:33 |
| 9.  | March to victory (Klazinga, Ketelaers)    | 7:44 |
| 10. | Freedom for everyone (Bogert, Ketelaers)  | 6:40 |

Tussen de tracks zijn toespraken te horen, onder andere de toespraak van generaal Dwight Eisenhower, 6 juni 1944 en toespraak van Winston Churchill 8 mei 1945. Ook aan nawerking wordt aandacht besteed, March to victory heeft betrekking op de PTSS van veteranen.  
Het album stond één week genoteerd in de Album top 100 en wel op plaats 74.